# Ulrik Munther
 (janvier 2012).
Jens Ulrik Munther, connu comme Ulrik Munther (18 février 1994 à Kungsbacka en Suède) est un chanteur suédois. Il a été découvert lors du MGP Nordic en 2009. Il joue principalement de la guitare mais sait jouer du piano, de l'harmonica et de la batterie. Son label est Universal Music Sweden.

## Lilla Melodifestivalen/MGP Nordic
Ulrik Munther a commencé très jeune à jouer dans différents groupes de rock, aux environs de Kungsbacka, juste à côté de Göteborg. Après avoir joué quelques covers de rock, il a commencé à écrire quelques chansons et est devenu un phénomène Internet grâce à YouTube. Il apparait souvent à la télévision suédoise.
À 15 ans, il prend part au Lilla Melodifestivalen, une compétition nationale suédoise pour les jeunes chanteurs, afin de se qualifier pour le MPG Nordic (Melody Grand Prix Nordic). Il chante lors de cette compétition sa propre chanson En vanlig dag (un jour ordinaire). Après avoir gagné cette compétition, il gagne le MPG Nordic, qui inclut pourtant des participants du Danemark, de la Norvège, de la Suède et de la Finlande.

## Carrière
Un an après avoir gagné le titre du MPG Nordic, il a pris part au Metro Music Challenge encore une fois avec sa propre composition Life et est arrivé second. C'est à partir de là que le producteur Johan Åberg a flairé son potentiel et qu'ils ont commencé à collaborer.
Après que la chanson Boys Don't Cry fut mise en ligne sur Internet, un nombre incroyable de maisons de disques ont contacté Ulrik. Universal Music Sweden l'a signé en septembre 2010. Il est allé aux États-Unis, ainsi que dans le reste de l'Europe. Il est devenu bien connu pour son cover de Lady Gaga sur la chanson Born This Way, après que Perez Hilton ait posté sa vidéo sur son site."Boys Don't Cry" est devenu disque d'or.
Le 24 septembre 2011, il a sorti son premier album intitulé Ulrik Munther qui s'est placé directement #1 dans les palmarès suédois. L'album a été enregistré à Stockholm et en partie dans sa maison.
En décembre 2011, il sort également un Single intitulé Je T'ai Menti (Kill For Lies) en duo avec la jeune chanteuse française Caroline Costa. Ce single est une reprise de sa chanson Kill For Lies, un extrait de son album Ulrik Munther. Une nouvelle version de l'album est sortie le 29 février 2012. Elle comprend deux chansons bonus intitulées Soldiers et Fool."Soldiers" est devenu disque de platine. Son album vient également d'être certifié disque d'or en Suède.
Il a participé au Melodifestivalen 2012 avec sa chanson "Soldiers". En demi-finale le 11 février il s'est qualifié pour la finale du 10 mars, où il est arrivé 3e ex-æquo.
Après avoir fait une tournée en Suède durant l'été 2012.

## 2013/ 2015
Il a participé au Melodifestivalen 2013 pour y chanter "Tell The World I´m Here" . Il s'est qualifié pour la finale le 23 février 2013 où il termine à nouveau troisième.
Son deuxième album "Rooftop" est sorti le 6 mars.
Le 27 octobre 2014, le nouveau single d'Ulrik est publié, il s'intitule "Jag vet inte hur man gör" (Traduction : "Je ne sais pas comment faire"). Cette chanson a été écrite en coopération avec Jonas Gardell. Ulrik a également assisté au gala "Ensemble contre le Cancer" qui se déroulait en Suède. Lors de cet événement il a interprété son nouveau single. Son second single "Nån gång" est sorti en mars 2015. Son troisième album (en suédois) verra le jour le 13 mai 2015.
Munther tient le rôle principal dans le film suédois The Here After (Le lendemain), présenté à la Quinzaine des Réalisateurs du Festival de Cannes 2015.

## Discographie

### Singles
- En valing dag : 2009 (MGP nordic alias Lilla Melodifestivalen)
- Je t'ai menti (avec Caroline Costa) : 2011
- Shine a Light (reprise de la chanson suédoise "Tänd Ett Ljus") : 2012 (vendu exclusivement au Japon)
- Luckiest Girl : 2012 (reprise de la chanson du groupe suédois Visten)
- Tell The World I'm Here : 23 février 2013, au Melodifestivalen (concours pour représenter la Suède à l'Eurovision)
- Born To Get Older : 2013 (seulement disponible sur le Spotify et Itunes suédois)
- Requiem acoustic version : 2013 (seulement disponible sur le Spotify et Itunes suédois)
- Requiem feat Swingfly (rappeur suédois) : 2013 (seulement disponible sur le Spotify et Itunes suédois)
- Jag vet inte hur man gör : 27 octobre 2014 (le visionnage du clip n'est pas disponible en France)

### Albums

#### Ulrik Munther (2012)
1. Sticks And Stones
2. Boys Don't Cry
3. King Of Our Days
4. Moments Ago
5. Kill For Lies
6. Fake It
7. Alburn Road
8. The Box
9. Heroes In Defeat (Change Your Mind)
10. Life
11. Soldiers
12. Fool
13. Born This Way - Bonus
14. The Scarecrow (Chanson spécial Halloween)

#### Rooftop (2013)
1. Tell The World I'm Here
2. Crash Test Dummy
3. San Francisco Says Hello
4. Glad I Found You
5. Requiem
6. You&You
7. Rooftop
8. Symphony
9. Thousand Years
10. I Think I Love You
11. 8.45
12. Dolphins

#### Allt jag ville säga (2015)
1. Närmare himlen
2. Ditt andetag
3. Nån gång
4. Allt jag ville säga
5. Alltid leva, aldrig dö
6. Förråda dig
7. Förlåt att jag frågar
8. Jag vet inte hur man gör
9. Du är inte ensam
10. Sparkar mitt liv
11. Monster

### Are you alright (2018)
1. Frank Ocean
2. Daugther
3. I Don’t Wanna Talk Right Now
4. Say goodbye
5. Before
6. Are you alright ?